# Музей истории Университета Афин
Музей истории Университета Афин (греч. Οικία Κλεάνθη - Σάουμπερτ) — один из новообразованных музеев греческой столицы, в экспозиции которого размещены предметы по истории становления Афинского университета.

## Расположение
Музей расположен в центральной части Афин в районе Плака на улице Tholou (Θόλου), 5.

## История
Здание, в котором размещён музей появилось ещё в Оттоманский период, но значительно перестроено в 1831—1833 годах Стаматисом Клеантисом и Эдуардом Шаубертом под их архитектурный офис.
С 1837 по 1841 годы в здании располагался новооснованный Афинский университет. В 1861 году Стаматис Клеантис продал здание в частное владение и до 1862 года в здании располагались различные организации.
В 1945 году особняк был признан памятником архитектуры, а с 1959 года администрация университета начала процесс по возвращению здания в своё ведение. Университет вернул здание под свой протекторат в 1967 году.
В мае 1987 года под руководством Махаила Стафопулоса в связи со 150-летием высшего учебного заведения Афин в усадьбе был основан музей истории университета.

## Коллекция
В собрании музея ряд редких университетских изданий, манускрипты, документы, портреты ректоров и профессуры, образцы дипломов, научных инструментов, фотографии и медали.
Экспозиция расположена на первом и втором этажах здания и представляет тематическое освещение развития первых университетских факультетов: школы медицины, права, философии и теологии.